# Maleise gekuifde vuurrugfazant
De Maleise gekuifde vuurrugfazant (Lophura rufa) is een vogel uit de familie fazanten (Phasianidae). De wetenschappelijke naam van de soort werd als Phasianus ignitus in 1822 gepubliceerd door Stamford Raffles. Het is een door habitatverlies kwetsbaar geworden vogelsoort die voorkomt in Myanmar, Thailand, Maleisië en Indonesië.

## Kenmerken
De haan is 70 cm lang (staart: 24 tot 30 cm) en de hen is 56 tot 57 cm lang (staart: 15-19 cm). Het woord vuur in zijn naam heeft deze vogel te danken aan de oplichtende roodachtige veren op de rug, die zich alleen in het broedseizoen bij het mannetje manifesteren. Van boven is de vogel donker, glanzend blauw. Opvallend is de naakte blauwe washuid rond het oog (ook bij de hen). De uiteinden van de staartveren van de haan zijn wit. De hen is verder overwegend kastanjebruin.

## Verspreiding en leefgebied
De vogel komt voor op het schiereiland Malakka en het noorden en midden van het eiland Sumatra. De leefgebieden van deze vogel liggen in ongerepte, maar ook wel deels uitgekapte, tropische bossen tot 1000 meter boven zeeniveau.

## Status
De grootte van de populatie werd is niet gekwantificeerd. In heuvelland is dit hoen nog plaatselijk algemeen voorkomend, maar het leefgebied wordt aangetast door ontbossing, waarbij natuurlijk bos plaats maakt voor intensief agrarisch gebruikt land en verder de aanleg van infrastructuur. Verder is er stroperij en worden vogels gevangen voor de siervogelhandel. Om deze redenen staat deze soort als kwetsbaar op de Rode Lijst van de IUCN.